# 상부 맨틀
지구의 상부 맨틀(Upper mantle)은 지구 내부에 있는 매우 두꺼운 암석층으로, 지각 바로 아래(해양 아래 약 10 km, 대륙 아래 약 35 km)에서 시작하여 670 km 지점의 하부 맨틀 최상부까지 이어져 있는 층이다. 온도는 지각과의 상부 경계에서 약 900 K (627 °C; 1,160 °F)에서 하부 맨틀과의 경계에서 약 1,200 K (930 °C; 1,700 °F)까지 다양하다. 지표면으로 올라온 상부 맨틀 물질은 깊이에 따라 약 55%의 감람석, 35%의 휘석, 그리고 5~10%의 산화 칼슘 및 산화 알루미늄 광물(예: 사장석, 첨정석, 또는 석류석)로 구성된다.

## 지진학적 구조

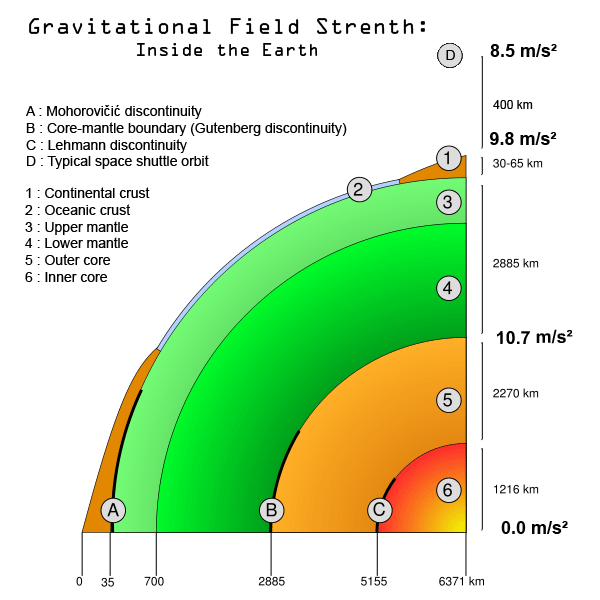
1 = 대륙 지각, 2 = 해양 지각, 3 = 상부 맨틀, 4 = 하부 맨틀, 5+6 = 핵, A = 지각-맨틀 경계 (모호로비치치 불연속면)

지구의 밀도 분포는 지진파의 속도에 따라 결정된다. 밀도는 각 층에서 점진적으로 증가하는데, 이는 주로 깊이가 증가하면서 암석이 압축되기 때문이다. 물질 구성이 변하는 곳에서는 밀도가 급격하게 변한다.
상부 맨틀은 지각 바로 아래에서 시작하여 하부 맨틀의 상부에서 끝난다. 상부 맨틀은 판 구조론 판이 움직이게 한다.
지각과 맨틀은 조성으로 구분되는 반면, 암석권과 연약권은 역학적 특성의 변화로 정의된다.
맨틀의 상부는 지진파 속도가 갑자기 증가하기 시작하는 지대부터 시작된다고 정의하는데, 이는 안드리야 모호로비치치가 1909년에 처음 발견했다. 이 경계는 현재 모호로비치치 불연속면 또는 "모호면"이라고 불린다.
모호면은 지각의 바닥을 정의하며 지구 표면 아래 10 km에서 70 km까지 다양하다. 해양 지각은 대륙 지각보다 얇으며 일반적으로 두께가 10 km 미만이다. 대륙 지각은 두께가 약 35 km이지만, 티베트고원 아래의 거대한 지각 뿌리는 두께가 약 70 km이다.
상부 맨틀의 두께는 약 640 km이다. 전체 맨틀의 두께는 약 2,900 km이며, 이는 상부 맨틀이 전체 맨틀 두께의 약 20%에 불과하다는 것을 의미한다.

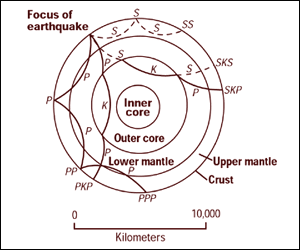
지구의 단면도, 지진파 경로를 보여준다. 다른 깊이에서 발견되는 다른 암석 유형이 파동의 속도를 변화시키기 때문에 경로는 곡선을 이룬다. S파는 핵을 통과하지 않는다.

상부 맨틀과 하부 맨틀 사이의 경계는 670 km 깊이의 불연속면이다. 얕은 깊이의 천발지진은 주향 이동 단층에서 발생하지만, 약 50 km 아래에서는 뜨겁고 고압적인 조건이 추가적인 지진 활동을 억제한다. 맨틀은 점성이 있으며 단층을 형성할 수 없다. 그러나 섭입대에서는 지진이 670 km까지 관찰된다.

### 레만 불연속면
레만 불연속면은 220 km 깊이에서 P파 및 S파 속도가 갑자기 증가하는 지대를 말한다. (이는 오른쪽 이미지에 표시된 지구 내핵과 외핵 사이의 "레만 불연속면"과는 다른 것이다.)

### 전이대
전이대는 상부 맨틀과 하부 맨틀 사이에 깊이 410 km에서 670 km 사이에 있다.
이는 깊이가 증가함에 따라 압력이 증가하여 감람석 결정 구조가 더 조밀한 결정 구조로 재배열된 결과로 추정된다. 670 km 깊이 아래에서는 압력 변화로 인해 링우드라이트 광물이 브리지마나이트와 페리클라제라는 두 가지 새로운 고밀도 상으로 변한다. 이는 경계에서 변환, 반사 또는 굴절되는 지진의 실체파를 사용하여 관찰할 수 있으며, 상 변화가 온도 및 밀도에 의존적이므로 깊이에 의존적이기 때문에 광물 물리학에서 예측할 수 있다.

### 410km 불연속면
모든 지진학적 데이터에서 410 km에서 하나의 피크가 관찰되며, 이는 α-에서 β- Mg2SiO4 (감람석에서 와즐리암으로)로의 단일 전이로 예측된다. 클라페롱 경사에 따르면 이 불연속면은 섭입대와 같은 차가운 지역에서는 더 얕고, 맨틀 플룸과 같은 따뜻한 지역에서는 더 깊을 것으로 예상된다.

### 670km 불연속면
이것은 가장 복잡한 불연속면이며 상부 맨틀과 하부 맨틀 사이의 경계를 나타낸다. 특정 지역에서만 PP 전구체(불연속면에서 한 번 반사되는 파동)에 나타나지만 SS 전구체에서는 항상 명확하게 나타난다. 이는 P에서 S로의 변환에 대한 전달함수에서 광범위한 깊이(640~720 km)에 걸쳐 단일 및 이중 반사로 관찰된다. 클라페롱 경사는 차가운 지역에서는 더 깊은 불연속면을, 뜨거운 지역에서는 더 얕은 불연속면을 예측한다. 이 불연속면은 일반적으로 링우드암에서 브리지마나이트와 페리클라제로의 전이와 관련이 있다. 이는 열역학적으로 흡열 반응이며 점성 점프를 생성한다. 이 두 가지 특성 때문에 이 상 전이는 지구동역학 모델에서 중요한 역할을 한다.

### 다른 불연속면
파이로라이트 맨틀에서 감람석(β에서 γ로)과 석류석의 전이에 대해 520 km에서 또 다른 주요 상 전이가 예측된다. 이는 지진학적 데이터에서 간헐적으로만 관찰되었다.
다른 비전역적인 상 전이가 다양한 깊이에서 제안되었다.

## 온도 및 압력
온도는 지각과의 상부 경계에서 약 500 K (227 °C; 440 °F)에서 핵-맨틀 경계에서 약 4,200 K (3,930 °C; 7,100 °F)까지 다양하다. 상부 맨틀의 최고 온도는 1,200 K (930 °C; 1,700 °F)이다. 높은 온도가 지표면 암석의 녹는점을 훨씬 초과함에도 불구하고, 맨틀은 거의 대부분 고체이다.
맨틀에 가해지는 엄청난 정수압은 융해를 방지하는데, 이는 융해가 시작되는 온도(고상선)가 압력에 따라 증가하기 때문이다. 깊이가 증가함에 따라 압력도 증가하는데, 이는 아래의 물질이 위의 모든 물질의 무게를 지탱해야 하기 때문이다. 전체 맨틀은 장기적으로 볼 때 영구적인 소성 변형을 겪으며 유체처럼 변형되는 것으로 생각된다.
상부 맨틀의 최고 압력은 24.0 GPa (237,000 atm)이며 맨틀 바닥은 136 GPa (1,340,000 atm)이다.
상부 맨틀의 점성 추정치는 깊이, 온도, 구성, 응력 상태 및 기타 여러 요인에 따라 1019에서 1024 Pa·s 사이이다. 상부 맨틀은 매우 천천히만 흐를 수 있다. 그러나 맨틀 최상부에 큰 힘이 가해지면 약해질 수 있으며, 이 효과는 판 경계 형성을 허용하는 데 중요하다고 생각된다.
깊이가 깊어질수록 점성이 커지는 경향이 있지만, 이 관계는 선형적이지 않으며, 특히 상부 맨틀과 핵과의 경계에서 점성이 현저히 감소하는 층을 보인다.

## 움직임
지구 표면과 외핵 사이의 온도차와 고압 및 고온에서 결정 암석이 수백만 년에 걸쳐 느리고 서서히 점성적인 변형을 겪을 수 있는 능력 때문에 맨틀에는 대류 물질 순환이 존재한다.
뜨거운 물질은 상승하고, 차가운(더 무거운) 물질은 아래로 가라앉는다. 물질의 하강 운동은 수렴 판 경계에서 발생하며 이를 섭입대라고 한다. 플룸 위에 위치한 지표면은 높은 고도(아래의 더 뜨겁고 밀도가 낮은 플룸의 부력 때문에)를 가지며 열점 화산 활동을 보인다.

## 광물 조성
지진 데이터만으로는 맨틀의 구성을 결정하기에 충분하지 않다. 지표면에 노출된 암석과 다른 증거를 관찰한 결과, 상부 맨틀은 고철질 광물인 감람석과 휘석으로 구성되어 있으며, 밀도는 약 3.33 g/cm3 (0.120 lb/cu in)이다.
지표면으로 올라온 상부 맨틀 물질은 약 55%의 감람석, 35%의 휘석, 그리고 5~10%의 산화 칼슘과 산화 알루미늄으로 구성된다. 상부 맨틀은 주로 감람암으로, 주로 다양한 비율의 광물 감람석, 클리노피록센, 정휘석, 그리고 알루미늄 상으로 구성된다. 알루미늄 상은 최상부 맨틀에서는 사장석, 그 다음에는 첨정석이고 약 100 km 아래에서는 석류석이다. 상부 맨틀을 통해 점진적으로 휘석은 덜 안정해지고 매저라이트 석류석으로 변형된다.
감람석과 휘석에 대한 실험은 이 광물이 깊이가 증가함에 따라 압력이 증가하면서 구조가 변한다는 것을 보여주며, 이는 밀도 곡선이 완벽하게 매끄럽지 않은 이유를 설명한다. 더 조밀한 광물 구조로 변환될 때 지진 속도가 갑자기 상승하여 불연속면을 생성한다.
전이대 상단에서 감람석은 동질이성 상전이를 거쳐 와즐리암과 링우드암으로 변한다. 명목상 무수 감람석과 달리, 이 고압 감람석 다형체는 결정 구조에 물을 저장할 수 있는 큰 능력을 가지고 있다. 이로 인해 전이대가 많은 양의 물을 포함할 수 있다는 가설이 제기되었다.
지구 내부에서 감람석은 410 km 미만의 깊이에서 상부 맨틀에 존재하며, 링우드암은 전이대 내에서 약 520~670 km 깊이에서 발견된다고 추정된다. 약 410 km, 520 km, 670 km 깊이에서의 지진 활동 불연속면은 감람석과 그 다형체를 포함하는 상전이와 관련이 있다.
전이대 바닥에서 링우드암은 브리지마나이트(이전에는 마그네슘 규산염 페로브스카이트라고 불림)와 페로페리클라제로 분해된다. 석류석도 전이대 바닥 또는 그 약간 아래에서 불안정해진다.
킴벌라이트는 지구 내부에서 폭발하여 때때로 암석 파편을 운반한다. 이들 포획암 파편 중 일부는 지각 아래의 더 높은 압력에서만 나올 수 있는 다이아몬드이다. 이와 함께 나오는 암석은 초고철질 단괴와 감람암이다.

## 화학적 조성
조성은 지각과 매우 유사한 것으로 보인다. 한 가지 차이점은 맨틀의 암석과 광물이 지각보다 마그네슘이 더 많고 규소와 알루미늄이 더 적은 경향이 있다는 것이다. 상부 맨틀에서 가장 풍부한 네 가지 원소는 산소, 마그네슘, 규소, 철이다.
| 화합물 | 질량 백분율 |
| ------ | ----------- |
| SiO2   | 44.71       |
| MgO    | 38.73       |
| FeO    | 8.18        |
| Al2O3  | 3.98        |
| CaO    | 3.17        |
| Cr2O3  | 0.57        |
| NiO    | 0.24        |
| MnO    | 0.13        |
| Na2O   | 0.13        |
| TiO2   | 0.13        |
| P2O5   | 0.019       |
| K2O    | 0.006       |

## 탐사

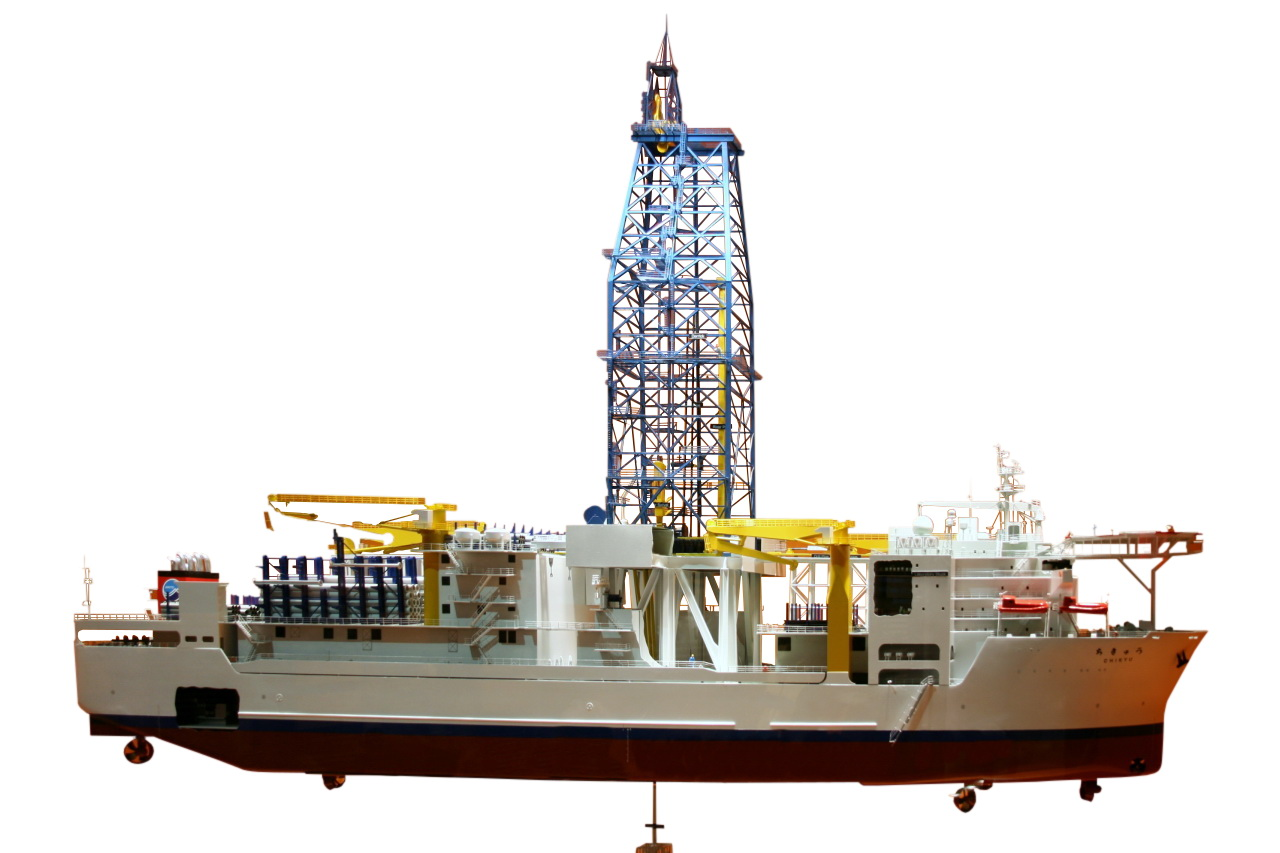
지큐 시추선의 모습

맨틀 탐사는 대륙 지각보다 해양 지각이 상대적으로 얇기 때문에 일반적으로 육지보다는 해저에서 이루어진다.
맨틀 탐사의 첫 시도인 모홀 프로젝트는 반복된 실패와 비용 초과 때문에 1966년 중단되었다. 가장 깊이 파내려간 깊이는 약 180 m이었다. 2005년 해양 시추선 JOIDES 리솔루션을 통해 해저면 아래 1,416 m에 도달했다.
더 성공적이었던 것은 1968년부터 1983년까지 운영된 심해 시추 프로젝트 (DSDP)였다. 캘리포니아 대학교 샌디에이고의 스크립스 해양 연구소가 조정한 DSDP는 해저확장설 가설을 지지하고 판 구조론 이론을 증명하는 데 중요한 데이터를 제공했다. 글로마 챌린저가 시추 작업을 수행했다. DSDP는 40년 이상 운영된 세 가지 국제 과학 해양 시추 프로그램 중 첫 번째였다. 과학적 계획은 전 세계 학술 기관, 정부 기관, 민간 산업의 250명의 저명한 과학자로 구성된 자문 그룹인 심층 지구 시료 채취를 위한 합동 해양 기관 (JOIDES)의 후원 아래 진행되었다. 해양 시추 프로그램 (ODP)은 1985년부터 2003년까지 탐사를 계속했으며, 그 후 통합 해양 시추 프로그램 (IODP)으로 대체되었다.
2007년 3월 5일, RRS 제임스 쿡에 탑승한 과학자 팀은 카보베르데 제도와 카리브해 중간 지점의 대서양 해저에서 지각 덮개 없이 맨틀이 노출된 지역으로 항해를 시작했다. 노출된 지점은 해수면 아래 약 3킬로미터에 위치하며 수천 제곱킬로미터에 걸쳐 있다. 지구 맨틀에서 샘플을 회수하려는 비교적 어려운 시도는 2007년 후반으로 예정되었다. 지큐 하켄 임무는 일본 선박 지큐를 사용하여 해저 아래 7,000 m까지 시추를 시도했다. 이는 이전의 해양 시추보다 거의 세 배나 깊은 깊이이다.
지구 최상부 수백 킬로미터를 탐사하는 새로운 방법이 2005년에 제안되었는데, 이는 작고 밀도가 높으며 열을 발생시키는 탐사정을 이용하는 것이다. 이 탐사정은 암석 내에서 생성되는 음향 신호로 위치와 진행 상황을 추적하면서 지각과 맨틀을 녹여 내려간다. 이 탐사정은 지름 약 1미터의 텅스텐 외부 구와 코발트-60 내부의 방사성 열원을 포함한다. 이러한 탐사정은 해양 모호면에 6개월 이내에 도달하고, 해양 지각과 대륙 지각 암석권 아래 수십 년 내에 최소 100 km 이상의 깊이에 도달할 것으로 계산되었다.
맨틀의 진화를 컴퓨터로 시뮬레이션하는 것도 탐사에 도움이 될 수 있다. 2009년, 슈퍼컴퓨터 애플리케이션은 45억 년 전 맨틀이 형성될 때부터 철 동위 원소를 비롯한 광물 침전물의 분포에 대한 새로운 통찰력을 제공했다.
2023년, JOIDES 리솔루션은 아틀란티스 대산괴를 수백 미터만 시추한 후 상부 맨틀 암석으로 보이는 코어를 회수했다. 시추공은 최대 1,268 m 깊이에 도달했으며 주로 감람암으로 구성된 886 m의 암석 샘플을 회수했다. 샘플이 상부 맨틀을 어느 정도 대표하는지에 대해 논쟁이 있는데, 일부는 해수가 샘플에 미친 영향을 감안할 때 깊은 하부 지각의 예시로 보아야 한다고 주장한다. 그러나 이 샘플은 샘플된 암석이 마그마로 녹거나 재결정화되지 않았기 때문에 마그마성 제노리트보다 맨틀 암석에 훨씬 더 가까운 유사점을 제공한다.